# Арда (притока Марице)
Арда (буг. Арда) или Ардас (грч. Αρδας) је река на југоистоку Бугарске и североистоку Грчке. Највећи део тока реке Арде је у Родопским планинама у бугарском делу Тракије 241 km, а мањи део је у грчком делу Тракије 31 km.
Арда извире у Родопима близу града Смољана, затим тече 272 km у правцу истока, пролази поред градова Крџали и Ивајловград затим улази у Грчку у северни дио префектуре Еврос. Затим пролази поред града Кастаниес где се улива у реку Марицу код турског града Једренеа. 
На горњем делу тока реке, у Бугарској су подигнуте три велике бране. Воде из тих акомулација користе се за хидроцентрале и наводњавање. Акомулациона језера на Арди су: Крџали, Студен Кладенец и Ивајловград. Ток реке кроз Бугарску износи 241 km, и она је најдуља река у Родопима. 
Средњовековни камени лучни Ђавољи мост је једна од атракција на реци код насеља Ардино.